# David Santiago Gómez
Pour les articles homonymes, voir Gómez.
Gómez  Marín est un nom espagnol. Le premier nom de famille, en général paternel, est Gómez ; le second, en général maternel, souvent omis, est Marín.
David Santiago Gómez , né le 22 janvier 1999 à San Vicente, est un coureur cycliste colombien. Il est membre de l'équipe Sistecrédito.

## Biographie
David Santiago Gómez est né en janvier 1999. Il est originaire de San Vicente, une municipalité située dans le département d'Antioquia,. 
Sa saison 2019 est entravée par un grave incident survenu après une participation à la Clásica de Marinilla. Victime d'un coup de chaleur, il perd connaissance dans son lieu de résidence et tombe dans le coma. Il est seulement retrouvé le surlendemain par sa mère, venue lui rendre visite. Transporté à l'hôpital, il ne se réveille qu'au bout de dix jours. Au total, il suit une convalescence d'un mois. Il parvient néanmoins à recouvrer la totalité de ses facultés physiques et mentales, sans graves séquelles. 
En 2021, il intègre la formation Colnago CM. Avec cette structure, il s'impose sur la Clásica de El Carmen de Viboral, une course du calendrier national. Il rejoint ensuite l'équipe Sistecrédito-GW en 2022, après avoir été repéré par le manager Sistecrédito-GW. Bon grimpeur, il se classe deuxième de la Clásica de Girardot, tout en ayant remporté une étape. Il brille également sur la Vuelta a Antioquia en terminant cinquième du classement général, avec le gain d'une étape et du classement de la montagne. La même année, il finit neuvième du Clásico RCN, une épreuve majeure en Colombie. Il est aussi troisième de la Vuelta al Valle del Cauca, ou encore neuvième de la Clásica de Anapoima.
En 2023, on le retrouve de nouveau à son avantage dans des courses colombiennes, avec une victoire d'étape à la Clásica de Rionegro et sur la Vuelta al Tolima. Il termine par ailleurs troisième d'une étape de la Clásica de Marinilla. En janvier 2024, il prend la cinquième place du championnat de Colombie sur route, face aux meilleurs cyclistes du pays. Il enchaîne avec le Tour Colombia, où il s'adjuge le classement des étapes volantes.

## Palmarès
- 2021
  - Clásica de El Carmen de Viboral
- 2022
  - 2e étape de la Clásica de Girardot
  - 3e étape de la Vuelta a Antioquia
  - 2e de la Clásica de Girardot
  - 3e de la Vuelta al Valle del Cauca
- 2023
  - 3e étape de la Clásica de Rionegro
  - 2e étape de la Vuelta al Tolima